# Frank Serpico
Francesco Vincent Serpico, detto Frank (New York, 14 aprile 1936), è un poliziotto statunitense con cittadinanza italiana, noto per il suo impegno e la testimonianza in un caso di corruzione nella polizia nel 1971. Alla sua storia è ispirato il film Serpico, diretto da Sidney Lumet e interpretato da Al Pacino.

## Biografia

### Anni giovanili
Nasce e cresce a Brooklyn, distretto di New York, figlio di Vincenzo e Maria Giovanna Serpico, due immigrati italiani originari di Marigliano (Napoli). Si arruola diciottenne nell'esercito statunitense e per due anni presta servizio in Corea. Al rientro in patria lavora come investigatore privato part time mentre completa gli studi all'università.

### L'arruolamento in polizia
Nel 1959, a ventitré anni, entra nel dipartimento di polizia di New York, dove presta servizio dodici anni. Viene inizialmente assegnato all'ottantunesimo distretto, dove inizia a rendersi conto di una diffusa negligenza e propensione alla corruzione da parte dei colleghi. Due anni dopo è trasferito al BCI (Bureau of Criminal Identification), presso cui lavora fino al 1965. Questo veniva erroneamente considerato un percorso obbligato per chi, come Serpico, voleva intraprendere la carriera da detective. La sua principale mansione all'interno del dipartimento è la catalogazione di impronte digitali.
Nel 1965 è trasferito al settantesimo distretto, e poi al novantesimo. Serpico non lavora più in uniforme ma in borghese, e la consapevolezza e il disgusto causati dalla corruzione organizzata e sistematica all'interno del distretto lo portano a chiedere consiglio al comandante di polizia, Cornelius J. Behan, con il quale aveva studiato anni prima all'università; questi prende contatto con la settima divisione e gli assicura una totale trasparenza e pulizia all'interno di tale distretto. Serpico è così trasferito nel settimo distretto. Molto presto però si rende conto di una situazione addirittura peggiore delle precedenti, dove la quasi totalità delle operazioni sono volte al mantenimento di un equilibrio tra le forze di polizia e gli scommettitori locali; in particolare, alcuni agenti sono incaricati di ritirare il denaro dei malfattori che, pagando una quota mensile, hanno il via libera per delinquere indisturbati.
Numerosi sono i tentativi di Serpico di denunciare la situazione ai superiori, dal commissario John F. Walsh fino all'allora sindaco di New York, John Lindsay; nonostante l'appoggio di un altro agente, David Durk, nessuno di essi va a buon fine. Al rientro da un viaggio in Europa, il pesante interrogatorio a cui viene sottoposto da parte della polizia doganale di New York lo convince a rivolgersi al The New York Times, che rende pubbliche le informazioni sulla corruzione nel dipartimento di polizia, suscitando un notevole scalpore; tanto che John Lindsay è costretto a incaricare il giudice Whittmann Knapp di presiedere un'apposita commissione d'inchiesta.

### L'agguato
La notte del 3 febbraio 1971, durante un'operazione antidroga nel quartiere newyorkese di Williamsburg, al numero 778 di Driggs Avenue, Frank Serpico viene colpito al volto da un colpo di pistola. Serpico, lavorando con altri due agenti, viene mandato in avanscoperta in quanto capace di parlare spagnolo e, al momento del suo ingresso nell'appartamento, uno spacciatore esplode un colpo di pistola che lo colpisce al volto. Secondo l'immagine rappresentata nell'omonima pellicola cinematografica, Serpico si trova incastrato nella porta dell'appartamento e i colleghi non lo aiutano. Tuttavia, in un'intervista del luglio 2013 Serpico ha smentito l'episodio rappresentato nel film, sostenendo che in realtà non ebbe le mani incastrate nella porta, ma fu lui a sparare allo spacciatore, che a sua volta gli sparò al volto. Nonostante questa dichiarazione, molti ritennero che l'incidente fosse un tentativo da parte della polizia di indurlo al silenzio.  Fu poi trasportato al Greenpoint Hospital da una pattuglia di polizia chiamata non dai colleghi bensì da un signore spagnolo residente in zona. Il proiettile era penetrato nella guancia sinistra e uno dei frammenti si era fermato a mezzo centimetro dall'arteria carotide rischiando di compromettere la vita dell'agente; da quel momento rimase sordo all'orecchio sinistro.

### La Commissione Knapp
Qualche mese dopo Serpico testimonia di fronte alla Commissione Knapp, rivelando tutti i suoi tentativi falliti di denunciare la corruzione presso le più alte cariche della polizia e lo stato di connivenza e omertà riscontrati; sono numerosi i testimoni chiamati a deporre e gli agenti incriminati e condannati dalla commissione per corruzione e tangenti; la commissione dà poi vita a una serie di iniziative di "pulizia" all'interno del dipartimento.

### Il ritiro
Al termine della vicenda, Frank Serpico, ottenuto il distintivo d'investigatore e una medaglia d'onore, lascia la polizia nel giugno 1972 e si trasferisce in Svizzera; in seguito, viaggia per l'Europa, anche per riprendersi dalle ripercussioni dell'incidente, trascorrendovi un decennio in viaggi e studi.
All'inizio degli anni Ottanta ritorna negli Stati Uniti, tenendo conferenze presso università e scuole di polizia e fornendo sostegno ad altri poliziotti coinvolti nella lotta alla corruzione interna; nel 1997 promuove presso il New York City Council una proposta di legge per istituire una commissione indipendente per la sorveglianza e il controllo sulla corruzione e sull'abuso di violenza della polizia di New York, nella speranza di poter fornire uno strumento di sostegno ai poliziotti onesti, affinché possano denunciare in totale sicurezza gli episodi di cui sono stati testimoni. Negli ultimi anni ha fondato una casa di produzione impegnata in progetti mirati a promuovere e diffondere princìpi etici più rigorosi nell'ambito delle forze dell'ordine.
Dagli anni Ottanta vive ad Harlemville, nello stato di New York, con la sua compagna francese Elle, in una casa di legno da lui stesso costruita.
Il 27 giugno 2013 gli viene assegnato il premio San Michele Arcangelo dalla sezione USA dell'Associazione nazionale Polizia di Stato, un riconoscimento ufficiale della stessa Polizia di Stato, con il patrocinio del Ministero dell'interno; durante la cerimonia, gli viene consegnato il passaporto italiano, dopo un lungo accertamento del presidente dell'ANPS statunitense, l'ispettore Capo Sergio Cirelli, per stabilirne la cittadinanza iure sanguinis.

## Trasposizioni
- La vicenda di Frank Serpico è stata raccolta e raccontata da Peter Maas nel libro di successo Serpico: The Classic Story of the Cop Who Couldn't Be Bought.
- Dal libro furono tratti il film Serpico del 1973, interpretato da Al Pacino e diretto da Sidney Lumet, candidato anche al Premio Oscar, e la serie televisiva Serpico, trasmessa dal 1976 al 1977 sulla NBC.

## Citazioni
Nell'ottobre 2010 il governo italiano chiama Serpico un servizio informatico fiscale per ottenere informazioni sui contribuenti da parte dell'Agenzia delle entrate e Guardia di Finanza.